# Bronce de Bembibre
El bronce de Bembibre, también conocido como Edicto Imperial de Augusto o Tabula Paemeiobrigensis, es una placa de bronce de forma rectangular con una anilla en la parte superior decorada con varios círculos concéntricos, encontrada en 1999 en la comarca de El Bierzo (provincia de León), al parecer por un cazador, según cuatro distintas versiones en un castro de la localidad de Matachana, o en el municipio de Castropodame, o en el yacimiento arqueológico de San Román de Bembibre —vinculados con restos probablemente romanos descubiertos por las obras de la autovía A-6 Madrid-La Coruña—, o en la localidad de Viñales, municipio de Bembibre. 

## Datos generales
Medidas: 24,4 x 15,3 x 0,2 centímetros. Letras: 0,65
La placa, fechada en el año 15 a. C., sería el documento escrito más antiguo que se conoce sobre los astures. Este documento ofrece información a cerca de la organización social y política de los astures. Uno de los mayores descubrimientos que ha ofrecido la investigación sobre la epigrafía grabada en el edicto es la existencia de la provincia Transduriana, división administrativa romana desconocida hasta el hallazgo de esta pieza.
Hoy en día se conserva en el museo de León. El Ayuntamiento de Bembibre y partidos políticos y asociaciones de El Bierzo exigen su devolución a El Bierzo (tras su hallazgo se prometió que sería devuelto tras ser estudiado).

## Texto de la placa
Imp(erator) · Caesar · Divi · fil(ius) · Aug(ustus) · trib(unicia) · pot(estate) · 
VIIII · et · pro·co(n)s(ule) · dicit · Castellanos · Paemeiobrigenses · ex · 
gente · Susarrorum· desciscentibus ·
ceteris · permansisse ·  in officio · cog
novi · ex omnibus · legatis · meis · qui ·
Transdurianae · provinciae · prae/fuerunt · itaque · eos · universos · im
munitate · perpetua · dono · quosq(ue)
agros · et quibus · finibus · possede
runt · Lucio · Sestio · Quirinale leg(ato) ·
meo · eam · provinciam · optinente{m} ·
eos · agros · sine · controversia · possi
dere · iubeo
Castellanis · Paemeiobrigensibus · ex
gente · Susarrorum · quibus · ante · ea ·
immunitatem · omnium · rerum · dede
ram · eorum · loco · restituo castellanos
Allobrigiaecinos · ex gente · Gigurro
rum · volente · ipsa · civitate · eosque
castellanos · Allobrigiaecinos · om
ni · munere · fungi · iubeo · cum ·
Susarris ·
Actum · Narbone · Martio ·
XVI · et · XV · k(alendas) · Martias · M(arco) · Druso · Li
bone · Lucio · Calpurnio · Pisone
co(n)s(ulibus)»
Traducción del texto

El emperador César Augusto, hijo del divino (César), en su noveno poder tribunicio y procónsul, dice: Conocí por todos mis legados que presidieron la provincia Transduriana que los del castro Paemeiobrigense, de la gens de los Susarros, se habían mantenido fieles, mientras que los demás eran disidentes. Por ello, a todos ellos les hago donación de inmunidad perpetua y ordeno que posean sin discusión las tierras, y en los mismos límites que poseyeron cuando mi legado Lucio Sestio Quirinal Albiniano gobernó esta provincia. 
A los del castro Paemeiobrigense, de las gens de los Susarros, a los que les concedí inmunidad total, reintegro a su asentamiento a los del castro Alobrigiaecino, de la gens de los Gigurros, con asentamiento en la misma ciudad, y ordeno que éstos del castro Alobrigiaecino cumplan todas sus obligaciones junto con los Susarros.
Dado en Narbona Martia en los días 16 y 15 antes de kalendas de marzo, siendo cónsules Marco Druso Libón y Lucio Calpurnio Pisón (15 a. C.)

## Debate
En el verano de 2001 el Museo de León convocó un coloquio internacional sobre la pieza, cuyas actas fueron publicadas en el mismo año. En este volumen la epigrafista Alicia M. Canto señaló en la tablilla y explicó 32 anomalías de distintos tipos, desde las paleográficas al alto contenido de plomo en el bronce, y algunas otras en el texto, insólitas en una cancillería imperial, comenzando por la potestad tribunicia de Augusto, que debería ser la VIII y no la VIIII, o la palabra actum al final, pues, aunque se había venido publicando como un solo edicto, en realidad eran dos, y de días distintos, por lo que en buen latín oficial debería esperarse el plural acta (véase un resumen de todos sus argumentos en Hispania Epigraphica 8, pp. 137-140), sugiriendo por todo ello que el bronce no sería auténtico. Esta misma posición escéptica fue compartida en un primer momento por algunas revistas y autores de relieve, como l'Année Épigraphique (2000, n.º 760), Patrick Le Roux y J. S. Richardson, por lo que, pese al decisivo apoyo que desde el principio le prestó el investigador alemán Géza Alföldy, en medios internacionales se la suele considerar una pieza "controvertida".
Sin embargo, numerosos autores han rebatido las anomalías que supone este documento en favor de su autenticidad. Es necesario remarcar las apreciaciones comparativas que la profesora Mª del Rosario Hernando realizó con respecto al término Alobrigiaecum aparecido en la Tabula de El Caurel, demostrando la coincidencia de ambos términos.